# Abd-al-Jabbar ibn Abd-ar-Rahman
Abd-al-Jabbar ibn Abd-ar-Rahman al-Azdí o, senzillament, Abd-al-Jabbar ibn Abd-ar-Rahman fou governador del Khurasan per compte del califat abbàssida.
Els anys 747/748 i 750/751 va lluitar amb els abbàssides contra els omeies i fou nomenat cap de la xurta (força militar d'elit) sota els califes as-Saffah i al-Mansur. Aquest darrer el va nomenar governador de Khurasan el 757/758.
En aquesta província va desencadenar una violenta repressió contra els caps locals acusats d'haver afavorit als alides del Tabaristan; però entre les víctimes, segons l'historiador Tabari, també hi va haver un nombre de seguidors dels abbàssides i això el va fer sospitós de preparar una rebel·lió. Un intercanvi de cartes va confirmar les sospites del califa i el 758/759 al-Mansur va enviar al Khurasan un exèrcit dirigida pel seu fill al-Mahdí i per Kàzim ibn Khuzayma. Quan aquestes tropes es van acostar, la població de Marw al-Rudh es va revoltar i va fer presoner el governador, que van lliurar a al-Mahdí.
Aquest el va portar a presència del seu pare al-Mansur, que el va fer torturar i després el va matar el 759/760.